# Augusta (Australia)
Augusta – miasto w Australii, w stanie Australia Zachodnia.